# Radfernweg Berlin–Usedom
Der Radfernweg Berlin–Usedom ist ein Radfernweg in den Bundesländern Berlin, Brandenburg und Mecklenburg-Vorpommern. Mit seiner Realisierung wurde im Jahr 2002 begonnen, die offizielle Eröffnung durch den ADFC fand am 30. August 2007 statt.
Der Radfernweg führt auf einer Länge von 337 Kilometern von Berlin-Mitte durch das Barnimer Land, die Uckermark und durch Vorpommern nach Peenemünde auf die Insel Usedom. Er wird über die Insel Wolin nach Stettin fortgesetzt.

## Streckenführung

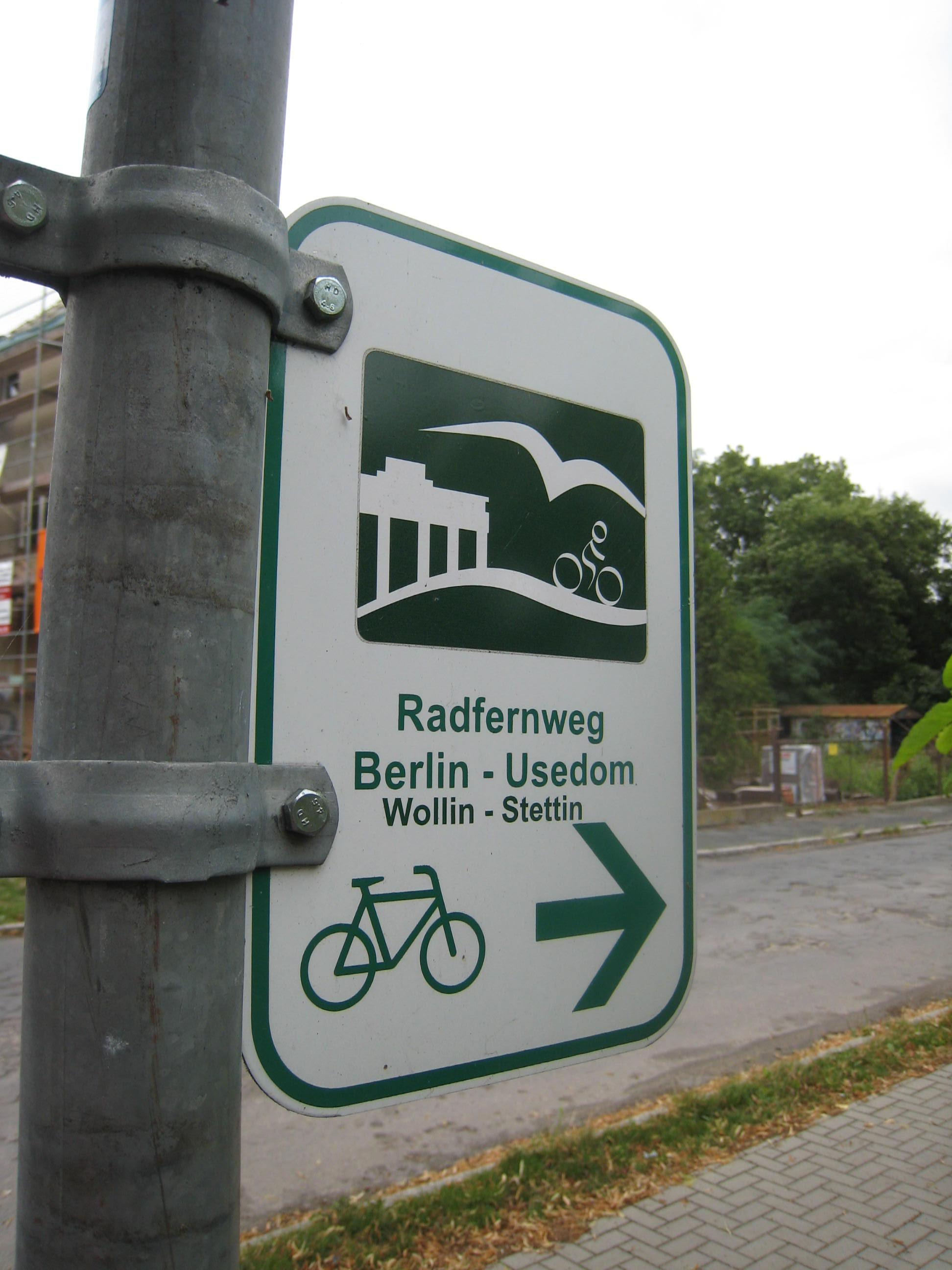
Kennzeichnung des Radweges

### Berlin
In Berlin ist der Radfernweg ein Teil des Rad- und Wanderweges entlang der Panke. Deshalb ist für die Strecke von Berlin bis Bernau die Bezeichnung Pankeradweg gebräuchlich.  Dieser führt seit dem Juli 2010 überwiegend asphaltiert und ausgebaut bis nach Bernau in das Pankequellgebiet.
- Berlin-Mitte
  - Start am Schloßplatz auf der Spreeinsel
  - Vorbei am Berliner Dom, Alten Museum und Alter Nationalgalerie und Bodestraße über die Friedrichsbrücke in die Anna-Luise-Karsch-Straße.
  - Der Weg kreuzt die Spandauer Straße und kommt dann auf die Rochstraße. Er kreuzt die Münzstraße und gelangt auf die Max-Beer-Straße.
- Prenzlauer Berg
  - Auf der Schönhauser Allee vorbei an dem früheren Wohnhaus des Regisseurs Ernst Lubitsch (Schönhauser Allee 183), einem Blick auf die Herz-Jesu-Kirche (1898) in der Fehrbelliner Straße und vorbei an der denkmalgeschützten, ehemaligen Brauerei Pfefferberg.
  - Der Weg biegt am Senefelderplatz (auf dem sich ein Denkmal von Alois Senefelder befindet) links in die Schwedter Straße ein und kreuzt danach die Kastanienallee.
  - Der Weg streift die Oderberger Straße und kreuzt die Bernauer Straße.
  - Durch den Mauerpark, vorbei am Friedrich-Ludwig-Jahn-Sportpark und der Max-Schmeling-Halle.
  - Dann in die Gleimstraße nach rechts abbiegen (ruhigere und besser ausgebaute Alternativroute zwischen Mauerpark und Schlosspark Pankow: siehe unten) und die Sonnenburger Straße nach links.
  - Die S-Bahn überqueren und weiter bis zur Bornholmer Straße. In diese rechts abbiegen, dann links in die Berliner Straße einbiegen und diese weiter fahren bis zum Schlosspark Pankow.
- Berlin-Pankow
  - entlang dem Fluss Panke durch den Schlosspark mit dem Schloss Schönhausen
  - Blankenburger Karpfenteiche, dann durch Französisch Buchholz über Bahnhofstraße, Straße 59 und Ludwig-Quidde-Straße bis Straße 74, dann rechts zur Königsteinbrücke über die Autobahn A114 und weiter nach Karow.
- Berlin-Karow
  - Karower Teiche
- Berlin-Buch
  - Schlosspark Buch

### Land Brandenburg

#### Barnim
- Bernau bei Berlin
  - Ladeburg mit Dorfkirche

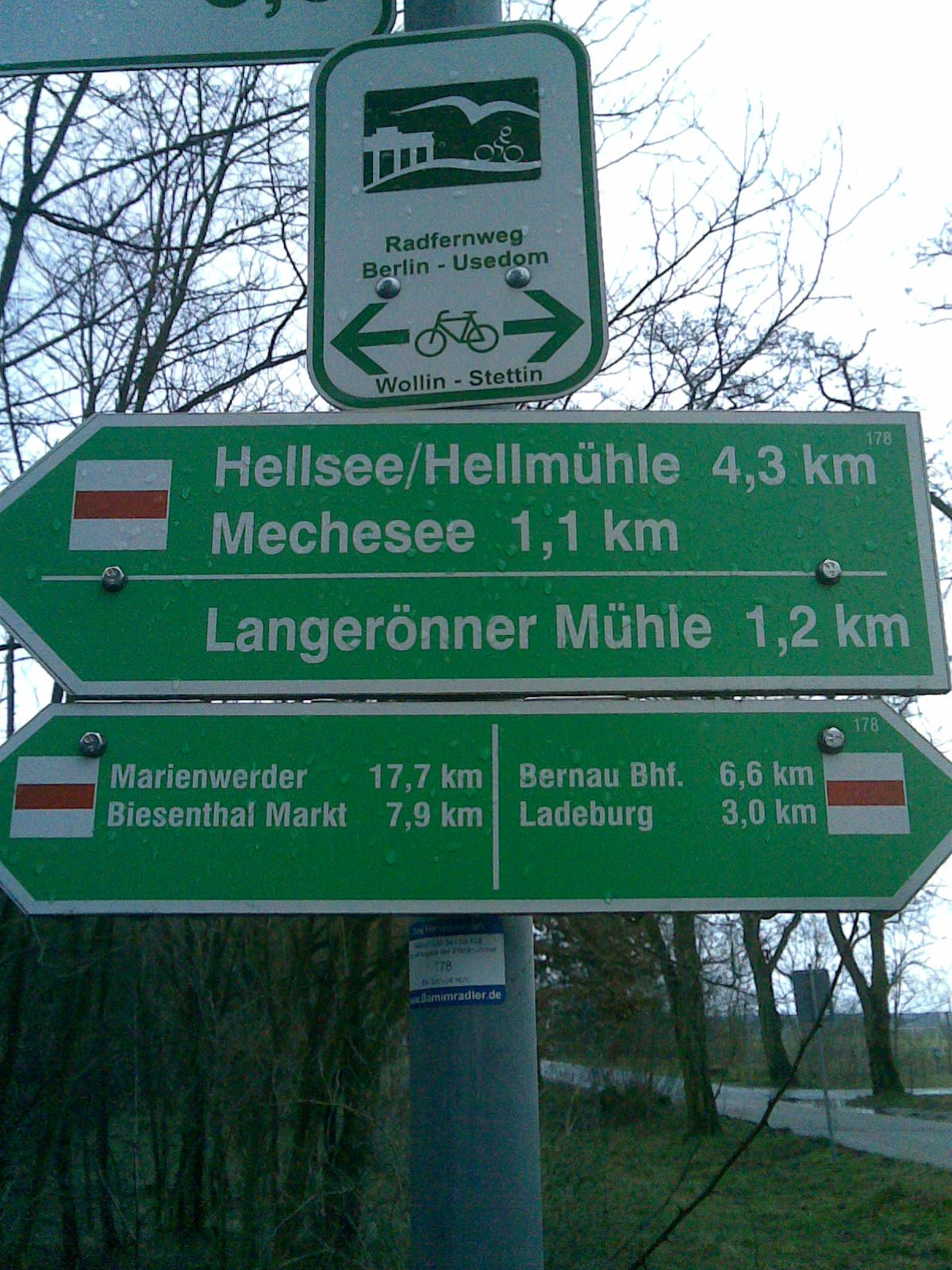
Wegweiser in Lobetal, Barnim

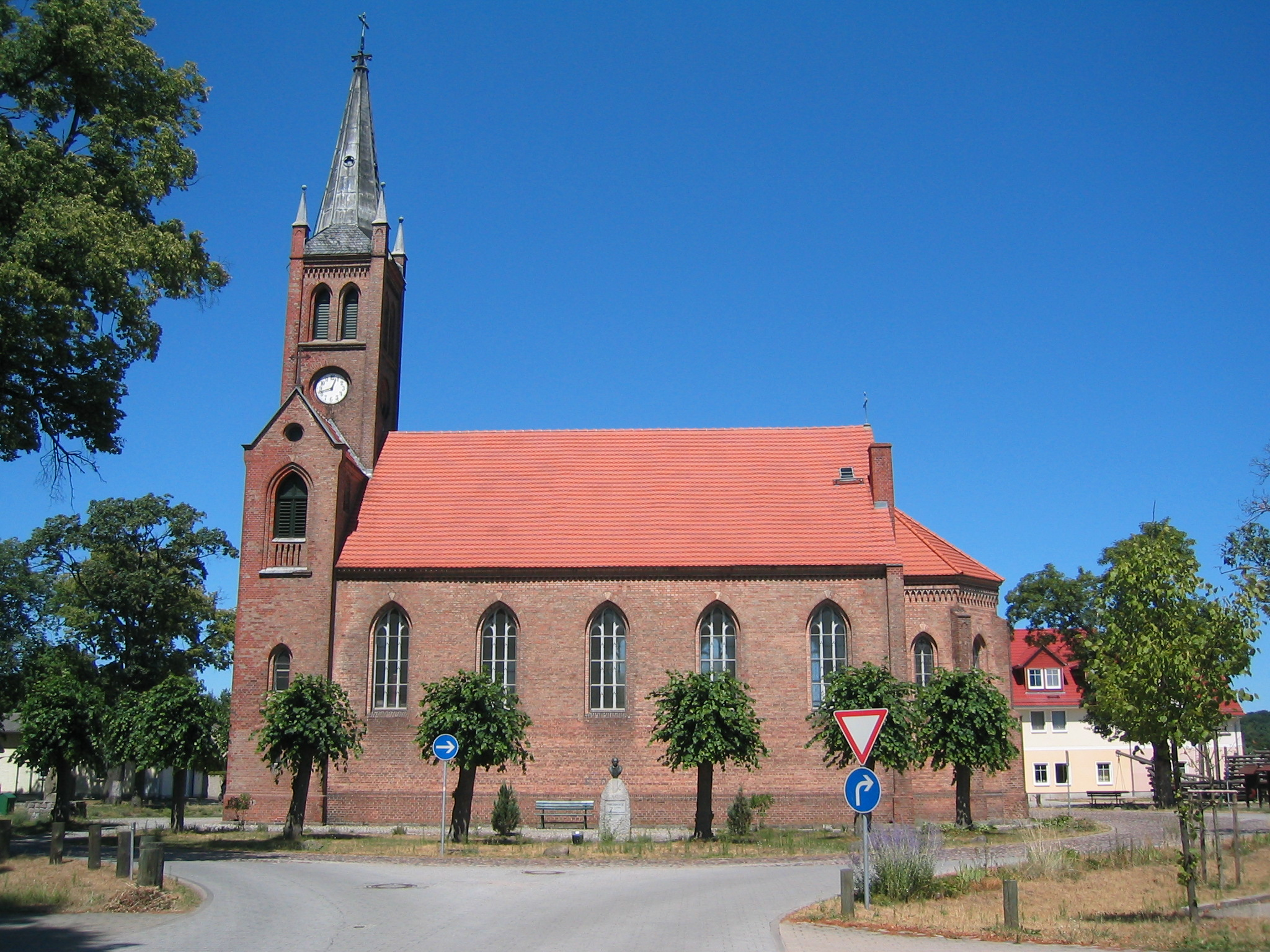
Kirche in Marienwerder

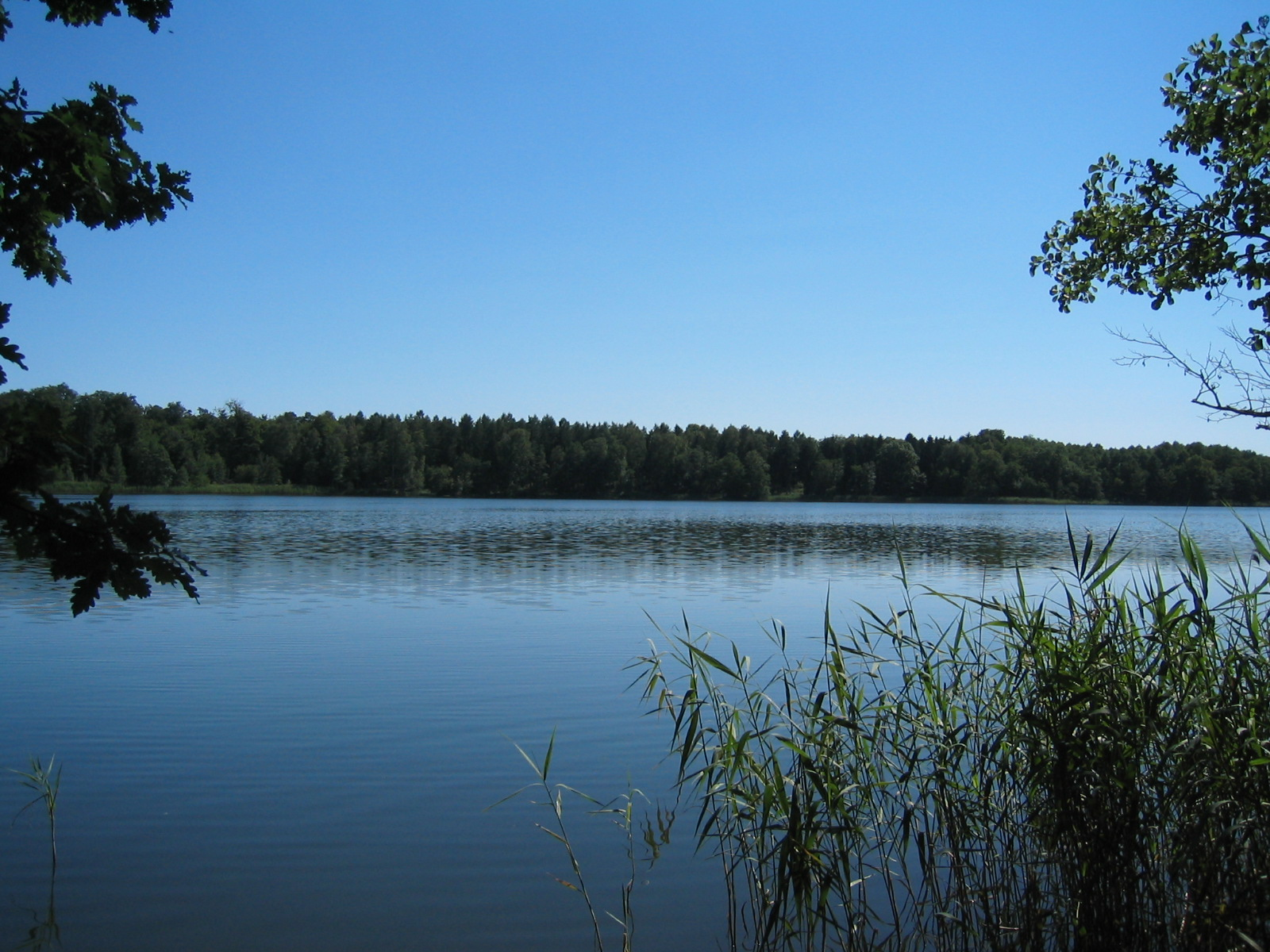
Dovinsee in der Nähe von Joachimsthal

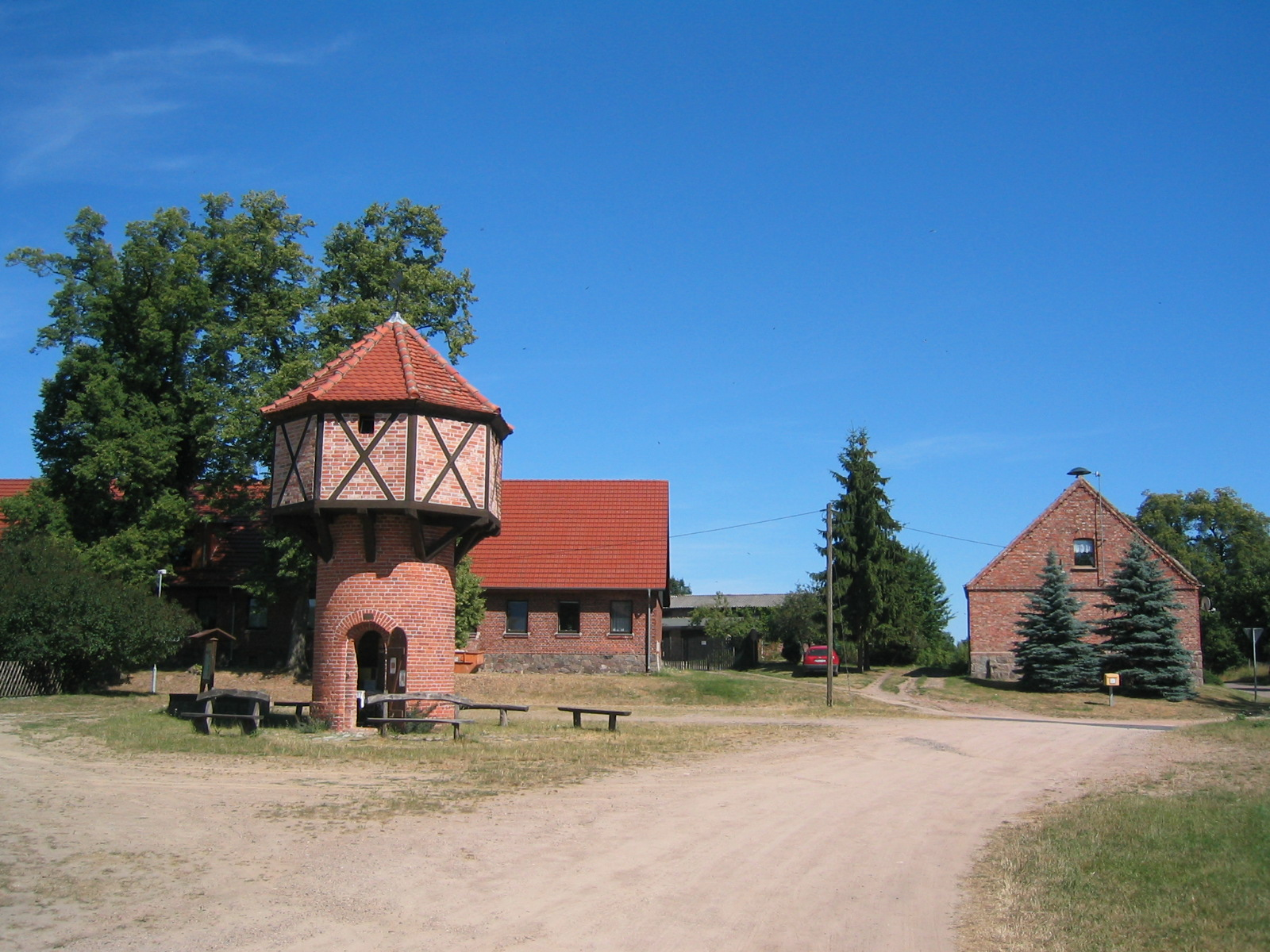
Taubenturm in Glambeck

  - Lobetal, Alte Schmiede als Touristentreff, Mechesee mit Badestelle
  - Langerönner Mühle (Rüdnitzer Fließ), Naturschutzgebiet Biesenthaler Becken
- Biesenthal katholische Marienkirche, neu rekonstruiertes Rathaus, Strandbad am Großen Wukensee
  - Hellmühler Fließ
  - Wehrmühle, Fluss Finow, Brücke über Autobahn 11
  - Pregnitzfließ
  - Grafenbrücker Mühle, Grafenbrücker Schleuse
- Finowkanal
- Marienwerder
- Oder-Havel-Kanal
- Werbellinkanal
  - Rosenbeck (Schleuse Rosenbeck) und Eichhorst
  - Wildau (Askanierturm) am Werbellinsee
- Werbellinsee
  - Hubertusstock mit ehemaligem Jagdschloss
  - Waldhof
  - Elsenau
- Joachimsthal mit Kaiserbahnhof, Schinkel-Kirche, Biorama-Projekt
  - Dovinsee
- Glambeck Fachwerkkirche (Radlerkirche) von 1708, Taubenturm, Glambecker See, Radlerpoint: Radler-Informations-Punkt, Unterführung unter der BAB 11

#### Uckermark
- Wolletz am Wolletzsee

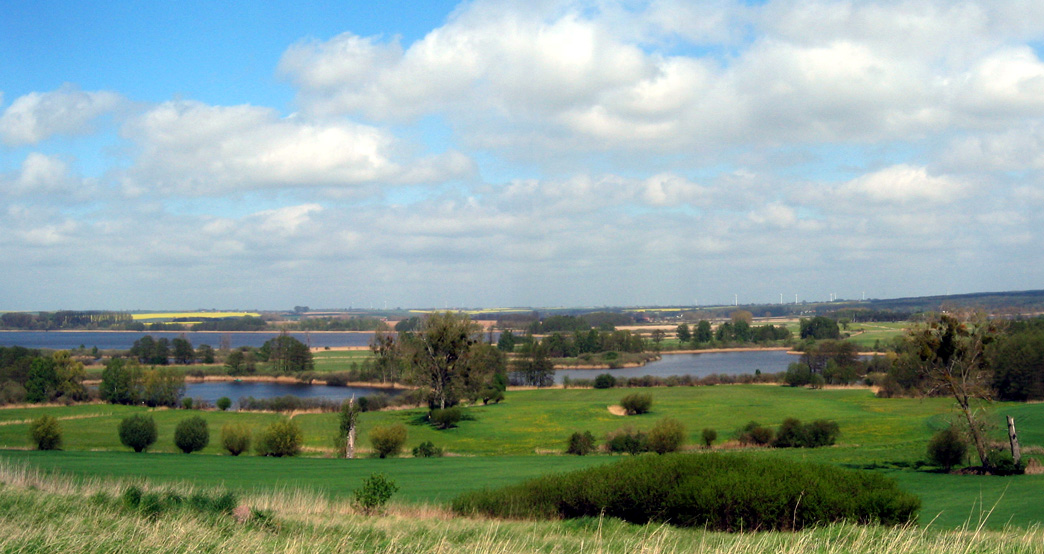
Blick auf das Uckertal

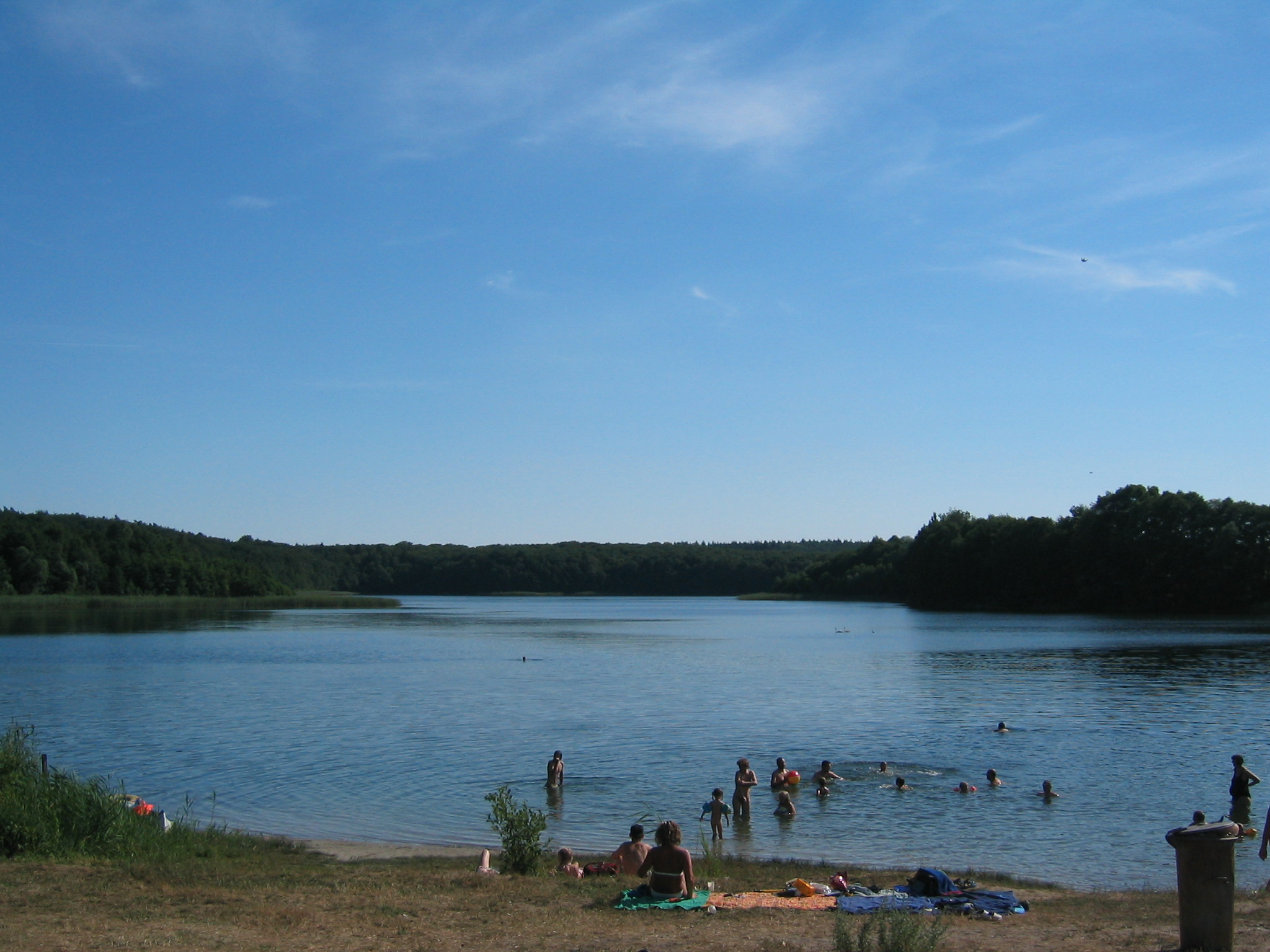
Großer Peetzigsee

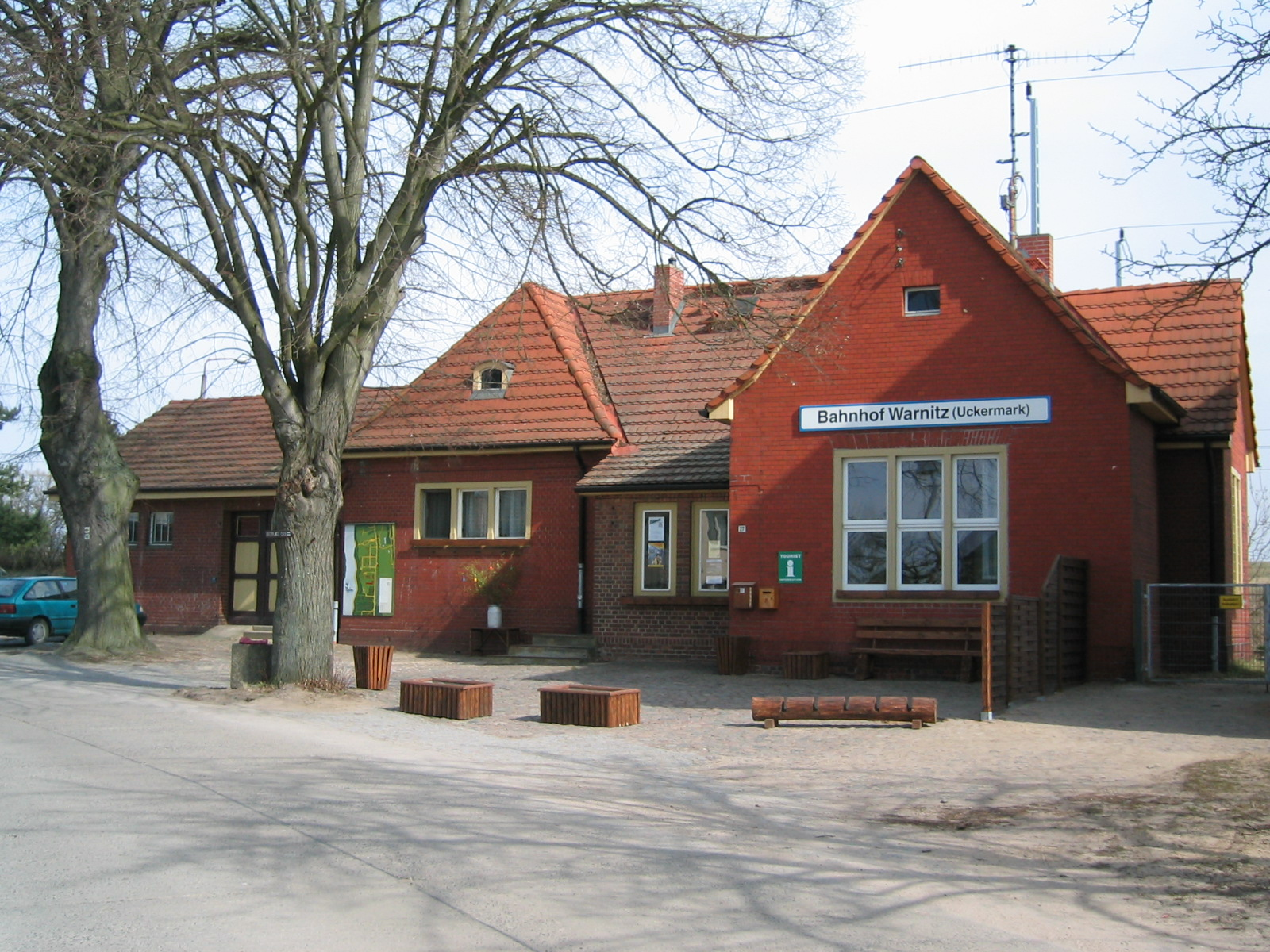
Bahnhof Warnitz (Uckermark)

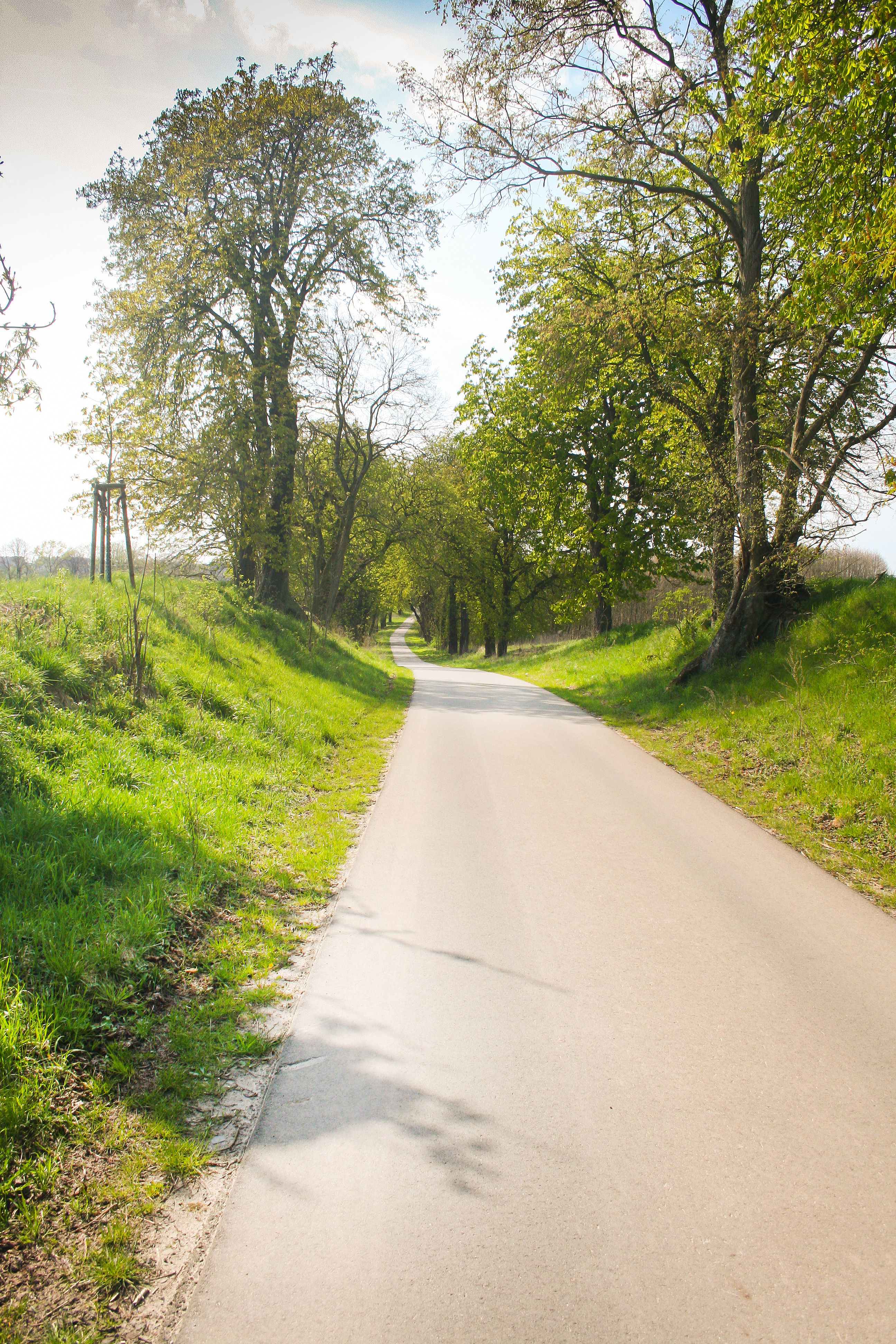
Der Radfernweg beim Wolletzsee

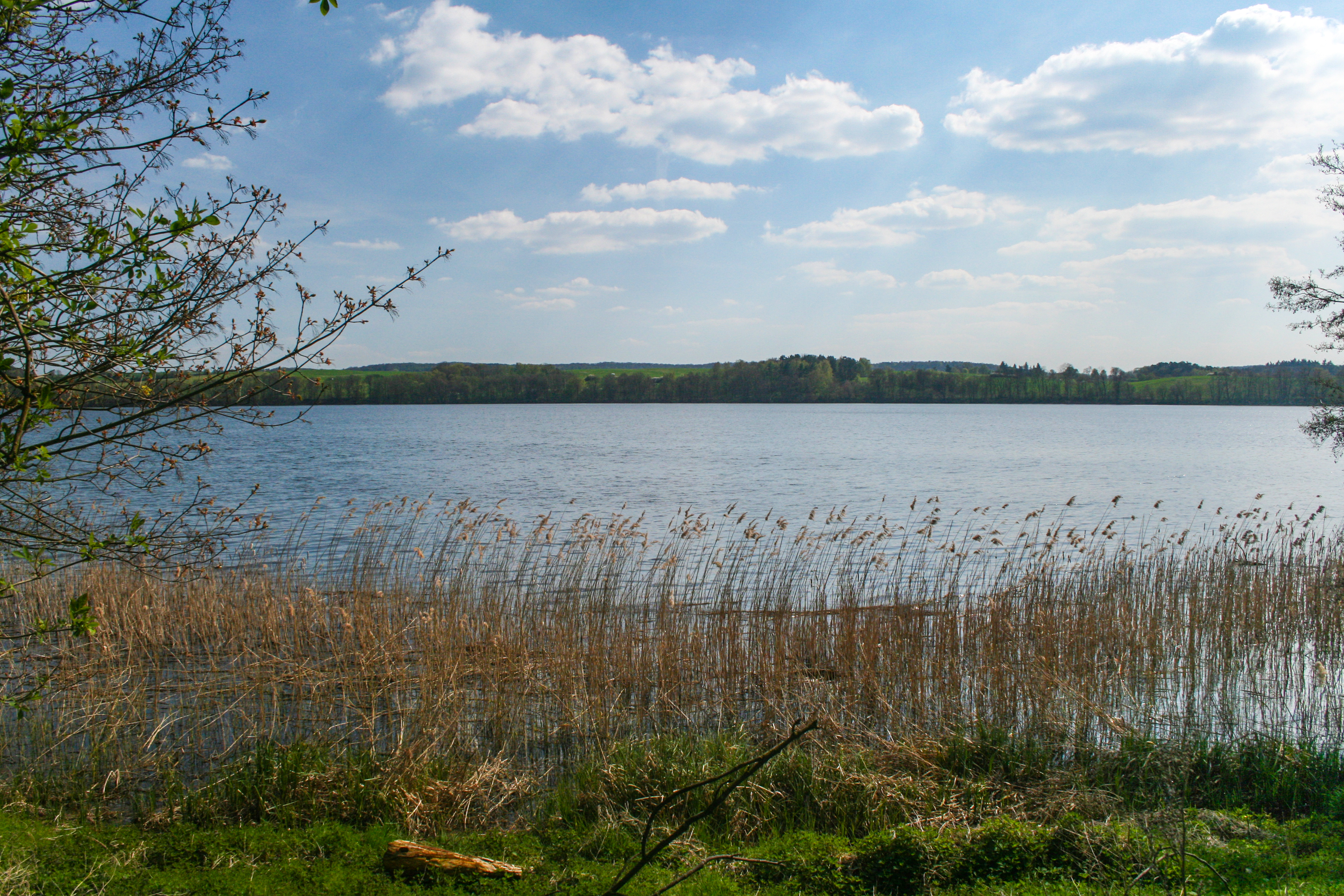
Der Wolletzsee am Radfernweg

  - Blumberger Mühle NABU-Erlebniszentrum (westlich von Angermünde).
  - Fischteiche
  - Görlsdorf mit frühklassizistischer Saalkirche, Schlosspark von Lenné, Torwärterhaus
  - Peetzig am Großen Peetzigsee
- Steinhöfel über Autobahnbrücke BAB 11, Koppelberge mit 63,3 m Höhe
  - Stegelitz
  - Schifferhof, Große Lanke des Oberuckersees
- Oberuckersee (685 ha Wasserfläche mit Burgwallinsel)
  - Warnitz mit Zeltplatz, Bahnhof, Bademöglichkeiten, Fahrgastschiff „Onkel Albert“, Aussichtsturm an der Umgehungsstraße in Richtung Melzow, Radweg führt weiter parallel der Bahnstrecke in Richtung Norden
  - Quast mit Badestrand, Wegstrecke weiter durch die Halbschranke über den Höhnesweg um den Krummen See nach Seehausen.
  - Seehausen mit einem Bahnhof
  - Ucker (Fluss/Kanal)
  - Potzlow (Roland-Statue am Marktplatz)
  - Strehlow
  - Zollchow
- Unteruckersee
  - Röpersdorf am Unteruckersee
- Prenzlau (Marienkirche, Dominikanerkloster, Stadtmauer, Slawenboot Ukrasvan), Bahnhof
  - Fluss Quillow
  - Voßberg (Aussichtspunkt bei 37,6 m Höhe)
  - Ellingen
  - Schönwerder
  - Bandelow
  - Trebenow mit Großsteingrab (etwa 700 Meter südöstlich der Kirche, vor dem südlichen Ortseingang)
  - Werbelow
  - Nechlin

### Mecklenburg-Vorpommern
- Nieden
  - Schmarsow
  - Rollwitz
- Pasewalk mit St.-Nikolai-Kirche (13. Jh.), Marienkirche (größte Kirche in Vorpommern), Stadtmauertürme, Museum im Prenzlauer Tor, Bahnhof
  - Friedberg
  - Viereck, Stallberg und Drögeheide mit Kasernen und Truppenübungsplätzen im „Land der drei Meere“: „Wald-Meer, Sand-Meer, Gar Nichts-mehr“ (Soldatenspruch mehrerer Generationen)
- Torgelow mit Schlossruine und Christuskirche, slawische Handwerkersiedlung aus dem 9. Jahrhundert (Ukranenland), Bahnhof
  - Torgelow Holländerei
  - Eggesin mit neugotischer Backsteinkirche, Bahnhof
  - Hoppenwalde mit Bahnhof
- Ueckermünde mit Stadtschloss / Pommernschloss mit weithin sichtbaren Turm und dem Haffmuseum, Marienkirche, Stadthafen, Bahnhof, Haffbad und Tierpark
  - Grambin
  - Mönkebude
  - Leopoldshagen
- Bugewitz (Dammweg)
- Zwischen Kamp und Karnin lässt sich der Weg mit einer Fähre abkürzen; vorbei an der Eisenbahnhubbrücke entfällt damit der Abschnitt um Anklam. Bis 2019 übernahm das eine kleine Personenfähre;[1] seit 2021 ist eine solarbetriebene Elektrofähre unterwegs.[2]

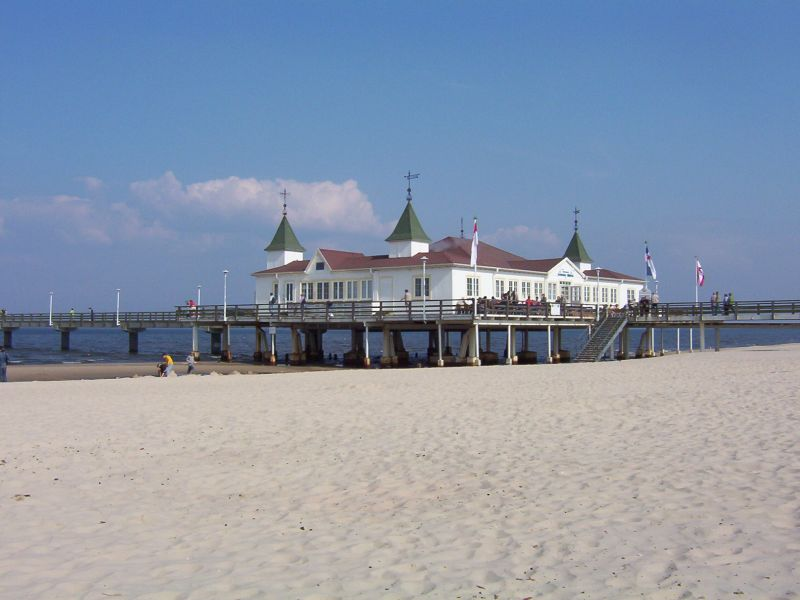
Seebrücke Ahlbeck

- Anklam (Klappbrücke bei Zecherin)

- Insel Usedom
  - Usedom (Stadt)
  - Ahlbeck
  - Peenemünde (entlang Peenestrom)

## Abkürzungen und Alternativrouten

### Alternativroute Prenzlauer Berg–Pankow
Für die Strecke zwischen Mauerpark (Prenzlauer Berg) und Schlosspark Pankow:
Nach dem Mauerpark weiter entlang dem ausgeschilderten Berliner Mauerweg auf den Schwedter Steg, Aussicht auf das Nordkreuz der Berliner Eisenbahn. An der S-Bahn-Station Bornholmer Straße vorbei. Erst am Bürgerpark Berlin-Pankow den Berliner Mauerweg verlassen. Den Bürgerpark entlang dem ebenfalls ausgeschilderten Pankeweg durchqueren. Der Pankeweg stößt im Schlosspark Pankow mit dem Schloss Schönhausen auf die nun wieder gut ausgebaute Route des Fernradwegs Berlin-Usedom.

### Abkürzung Werbelow–Bugewitz
Für die Strecke von Werbelow über Ferdinandshof nach Bugewitz:
Brietzig, Wilsikow, überqueren der B 104, über die Autobahnbrücke nach Lukow, Klein Lukow, Friedrichshagen nach Ferdinandshof, Demnitz, über das Flüsschen Zarow nach Altwigshafen, Neuendorf A, B 109 überqueren, Altwigshafen, stillgelegter Bahnhof Borckenfrieden, Heidberg und Bugewitz.

### Abkürzung Glambeck–Steinhöfel
Es besteht die Möglichkeit, die Abkürzung von Glambeck nach Steinhöfel zu benutzen, um sich den Weg über Angermünde zu sparen.

## Bahnhöfe
Die Strecke ist auch in Teilstücken befahrbar. Mit Ausnahme der Gegend um die Stadt Usedom ist alle 30–45 Minuten ein Ort mit Bahnhof zu finden. Folgende Bahnstationen sind entlang des Radfernweges nutzbar:

### S- und U-Bahn
- Berlin-Friedrichstraße: Linien S 1, S 2, S 25, S 26, U6
- Museumsinsel: Linie U5
- Berlin Alexanderplatz: Linien S 3, S 5, S 7, S 9, U2, U5, U8
- Hackescher Markt: Linien S 3, S 5, S 7, S 9
- Weinmeisterstraße: Linie U8
- Rosa-Luxemburg-Platz: Linie U2
- Senefelderplatz: Linie U2
- Berlin-Gesundbrunnen: Linien S 1, S 2, S 25, S 26, S 41, S 42, U8
- Bornholmer Straße: Linien S 1, S 2, S 8, S 25, S 26, S 85
- Pankow: Linien S 2, S 8, S 26, S 85, U2
- Pankow-Heinersdorf: Linien S 2, S 8, S 26
- Blankenburg: Linien S 2, S 8, S 26
- Karow: Linie S 2
- Buch: Linie S 2
- Röntgental: Linie S 2
- Zepernick: Linie S 2
- Bernau bei Berlin: Linie S 2

### Bahnlinien
- Berlin Friedrichstraße und Alexanderplatz: RE 1, RE 2, RE 7, RE 8, RB 23
- Berlin-Gesundbrunnen: Fernverkehr, FEX (Flughafenexpress), RE 3, RE 5, RB 21, RB 27
- Berlin-Karow: RB 27
- Bernau bei Berlin: Fernverkehr, RE 3, RB 24
- Biesenthal: RB 24
- Joachimsthal: RB 63
- Angermünde: Fernverkehr, RE 3, RB 61, RB 62 (ca. 5 km vom Radfernweg entfernt)
- Warnitz: RE 3
- Seehausen: RE 3
- Prenzlau: Fernverkehr, RE 3, RB 62
- Nechlin: RE 3
- Pasewalk: Fernverkehr, RE 3, RE 4, RE 10
- Torgelow: RE 4
- Eggesin: RE 4
- Ueckermünde: RE 4
- Ducherow: RE 3, RE 10 (ca. 5 km vom Radfernweg entfernt)
- Anklam: Fernverkehr, RE 3, RE 10
- RB 23: Zinnowitz, Zempin, Koserow, Kölpinsee, Ückeritz, Bansin, Seebad Heringsdorf, Seebad Ahlbeck, Ahlbeck-Grenze
- RB 24: Peenemünde, Karlshagen, Trassenheide,